# Abbie Larkin
Abbie Larkin (* 27. April 2005 in Dublin) ist eine irische Fußballnationalspielerin.

## Karriere

### Vereine
Larkin begann im Dubliner Stadtteil Ringsend beim dort ansässigen Cambridge Boys Football Club mit dem Fußballspielen, bevor sie über den traditionsreichen Jugend- und Juniorenverein Home Farm FC zur Jugendabteilung des Shelbourne FC stieß und im weiteren Verlauf – bis Ende Februar 2021 – der Shelbourne Academy, dem Nachwuchsleistungszentrum, angehörte. Im März 2021 rückte sie in die Erste Mannschaft der Frauenfußballabteilung des Shelbourne FC auf, für die sie am 5. Juni 2021 beim 5:0-Sieg im Auswärtsspiel gegen Athlone Town in der seit November 2011 bestehenden Women’s National League debütierte und ihr Debüt mit dem ersten Tor im Seniorinnenbereich, dem Treffer zum Endstand in der 90. Minute, krönte. Mit drei weiteren Punktspielen, in denen ihr ein weiters Tor gelang, trug sie zur Meisterschaft bei, zumal das letzte Spiel ihrer Mannschaft mit 3:2 im Heimspiel gegen den Wexford FC gewonnen wurde und damit der bis dahin führende Peamount United FC noch um einen Punkt überboten wurde. Das Finale um den nationalen Vereinspokal am 21. November 2021 wurde jedoch mit 1:3 gegen den Wexford FC verloren; es war zugleich Larkins Pokalspieldebüt, als sie für Jessica Gargan in der 81. Minute eingewechselt wurde.
Mit der Spielzeit 2023 und dem einhergehenden Vereinswechsel ist sie nun für die Frauenfußballabteilung der Shamrock Rovers aktiv.

### Nationalmannschaft
Bei ihrem Debüt als Nationalspielerin gelangen ihr am 9. Oktober 2021 in Sandnes beim 3:1-Sieg ihrer U17-Nationalmannschaft über die U17-Nationalmannschaft Ungarns mit den Treffern zum 1:0 in der dritten und 3:0 in der 70. Minute ihre ersten beiden Länderspieltore. Es war das erste Qualifikationsspiel der Gruppe 1 in der Liga A für die U17-Europameisterschaft 2022 in Bosnien und Herzegowina. Danach bestritt sie die mit 3:0 über die U17-Nationalmannschaft Bulgariens und mit 2:1 über die U17-Nationalmannschaft Norwegens am 12. und 15. Oktober 2021 siegreichen Gruppenspiele der Ersten Runde, wie auch die folgenden drei der Zweiten Runde im März gegen die U17-Nationalmannschaften der Slowakei, Finnlands und Islands.
Ihr Debüt für die A-Nationalmannschaft gab sie am 19. Februar 2022 in La Manga del Mar Menor bei der 0:1-Halbfinalniederlage um Platz 1 bis 4 gegen die Nationalmannschaft Russlands im Wettbewerb um den Pinatar Cup. Drei Tage später und mit Einwechslung zur zweiten Halbzeit für Kyra Carusa erlebte sie den 1:0-Sieg über die Nationalmannschaft Wales’ spielerisch mit. Ihr erstes Länderspieltor für die A-Nationalmannschaft erzielte sie am 27. Juni 2022 in Gori beim 9:0-Sieg über die Nationalmannschaft Georgiens mit dem Treffer zum 8:0 in der 82. Minute im fünften Qualifikationsspiel der Gruppe A für die Weltmeisterschaft 2023 und damit erstmals für ein großes Turnier. Am 28. Juni 2023 wurde sie für den finalen WM-Kader nominiert. Sie ist die jüngste Spielerin im Kader.

## Erfolge
- Irischer Meister 2021
- Irischer Pokal-Finalist 2021